# 豊橋電気 (1894-1921)
豊橋電気株式会社（とよはしでんきかぶしきがいしゃ）は、明治後期から大正にかけて存在した日本の電力会社である。愛知県豊橋市に設立され、同市を中心とする東三河地方への電気供給を担った。
設立・開業は1894年（明治27年）で、東三河で最初の電気事業を起こした。社名は1906年（明治39年）の改称まで豊橋電灯株式会社（豊橋電燈、とよはしでんとう）と称する。豊川水系に水力発電所を相次ぎ建設するなど事業を拡げ、最終的に東三河とそれに接する静岡県の一部地域を供給区域とした。
1921年（大正10年）、名古屋市を地盤とする名古屋電灯（後の東邦電力）に合併され消滅した。その翌年、旧経営陣の一部が渥美半島の電気事業を統合して立ち上げた豊橋電気信託という会社が「豊橋電気」の社名を継承している。

## 概要
豊橋電気株式会社（旧社名：豊橋電灯株式会社）は、1894年（明治27年）に当時の愛知県渥美郡豊橋町、後の豊橋市に発足・開業した電力会社である。電気事業勃興期に起業された事業者の一つであり、その開業は名古屋市の名古屋電灯（後の東邦電力）に続く中部地方2例目となった。
豊橋電灯設立の主唱者は商工業者で組織される豊橋商業会議所（現・豊橋商工会議所）である。豊橋での電灯点灯を目指し1893年（明治26年）から設立手続きに着手し、翌1894年3月までに手続きを完了した。開業は同年4月1日。電源は近郊の梅田川に設けた水力発電所で、県内最初の水力発電であったが、不完全な設備であり火力発電併用で運転された。そのため短期間で牟呂用水へと発電所を移すも、ここでも水量不足から火力発電併用を余儀なくされた。
明治末期、日露戦争後の時期より豊橋電灯は急速にその事業を拡大することになる。その初期の1906年（明治39年）、動力用電力の供給を事業目的に追加するとともに社名を豊橋電灯から豊橋電気へと変更。供給拡大のための電源を豊川水系に求め、1908年（明治41年）以後計4か所の水力発電所を順次建設していく。電源増強とともに1910年代に入ると供給区域の拡大にも力が入れられ、現在の豊川市域や県境を越えた静岡県湖西市域にも供給するようになった。経営面では、事業拡大の中で地元以外からも出資者を募った結果、経営陣に地元以外の人物が参画した。その代表格が東京の実業家福澤桃介である。福澤は大株主に登り、1910年（明治43年）以降専務や社長として会社経営にあたった。
1920年代に入り、事業の拡大をもたらした大戦景気が終わって戦後恐慌が発生すると、福澤が社長を兼ねる名古屋電灯との合併が進められた。1920年（大正9年）12月、名古屋電灯との間に合併契約が成立。そして半年後の翌1921年（大正10年）4月に合併が完了し、豊橋電気は解散した。この合併手続き中に豊橋市会で事業の市営化を目指す動きが活発化するも、市営化交渉は進展しなかった。だがこれに伴う市と会社側の関係悪化は市民からの名古屋電灯非難の声を強め、電気料金値下げ運動が発生する原因となった。
豊橋電気が経営した供給区域は、いずれも第二次世界大戦後の電気事業再編成にて発足した中部電力（2020年以降は中部電力パワーグリッド）の供給区域に含まれる。また発電所もそれまでに廃止されたものを除き同社に継承されている。

## 沿革

### 会社設立

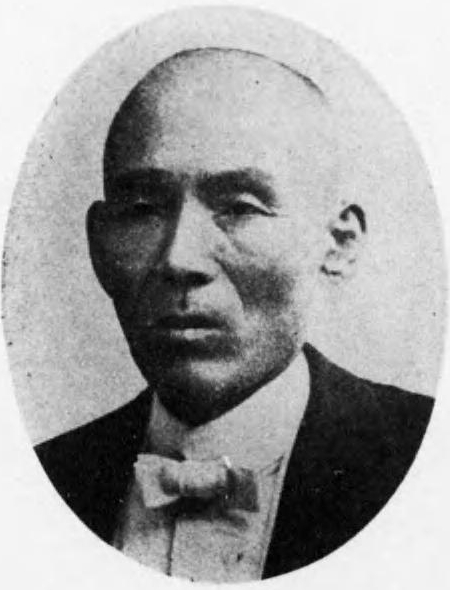
第2・5代社長三浦碧水

1889年（明治22年）12月、愛知県名古屋市において、士族授産活動から生じた電力会社名古屋電灯が電灯供給事業を開業した。これは中部地方第一号、日本全国で見ても東京・神戸・大阪・京都に続く5番目の電気事業である。以後も全国的に起業が相次ぎ、北海道・九州でも電気事業が出現していく。
こうした全国的傾向の中、愛知県東部の都市豊橋市（1906年の市制までは渥美郡豊橋町）においても電気事業起業の動きが出現する。名古屋の事例とは異なり、豊橋における起業の主導者は商工業者で組織される商業会議所であった。具体的には1893年（明治26年）3月に設立された豊橋商業会議所（現・豊橋商工会議所）であり、発足最初の事業として電灯設置を取り上げたことが発端となった。まず同年6月、会議所宛に佐藤弥吉（呉服商）より電灯設置に向けた調査を求める建議が出された。建議の趣旨は、東京などの都市にならって電灯をともし町全体を「不夜城」として商工業発展を期するべし、というものであった。これを受けて会議所は佐藤や副会頭三浦碧水（印刷業）ら5名を調査委員に任命した。
委員のうち三浦碧水は上京調査に赴き、箱根電灯（神奈川県・1892年6月開業）で事業の具体的内容を聴取したのち、同社技師長でもあり当時静岡県浜松市で水力発電事業の準備をしていた技師大岡正を訪ね、水力発電の適地があれば人口1万人の都市でも300灯ほどの需要で十分採算性があるとの助言を得たという。その結果、調査委員は豊橋でも電灯導入が可能と結論付け、7月その旨を会議所に対し報告した。調査結果を踏まえて電灯会社起業の動きが進められ、当時の豊橋商業会議所議員20名のうち三浦碧水・佐藤弥吉・白井直次（質商・生糸商）・高橋小十郎（回漕業）・宅間菊太郎（米穀商）・伊東米作（米穀商）・杉田権次郎（魚商）の7名に福谷元次を加えた計8名を発起人として、1893年9月4日付で「豊橋電灯株式会社」の発起認可を農商務省へ出願する。次いで11月8日付で豊橋町内における電灯営業の許可を愛知県に求めた。
1894年（明治27年）に入ると1月15日付で電灯営業、2月1日付で会社発起の許認可が下りた。発起人は発起認可を機に株主募集を進めて2月11日に豊橋電灯株式会社の創業総会を開催。総会後農商務省に対し会社設立を申請して3月8日付で農商務省から会社設立免許を得、第1回の株金払込を経て3月22日設立登記を完了してすべての会社設立手続きを終えた。こうして設立された豊橋電灯は資本金1万5000円の会社で、本店を豊橋町大字八町152番地1に構えた。創業総会にて選ばれた最初の役員は取締役杉田権次郎・福谷元次・伊東米作および監査役三浦碧水・白井直次の計5名で、取締役の互選により杉田が初代社長に選出された。この役員については翌年までに社長杉田、取締役伊東・三浦・福谷・高橋小十郎・佐藤弥吉、監査役白井・宅間菊次郎という体制になっている。また1896年（明治29年）に杉田が死去すると三浦碧水が2代目社長に就いた。以後三浦は1915年（大正4年）2月に死去するまで会社経営に関与することになる。

### 創業期の苦心

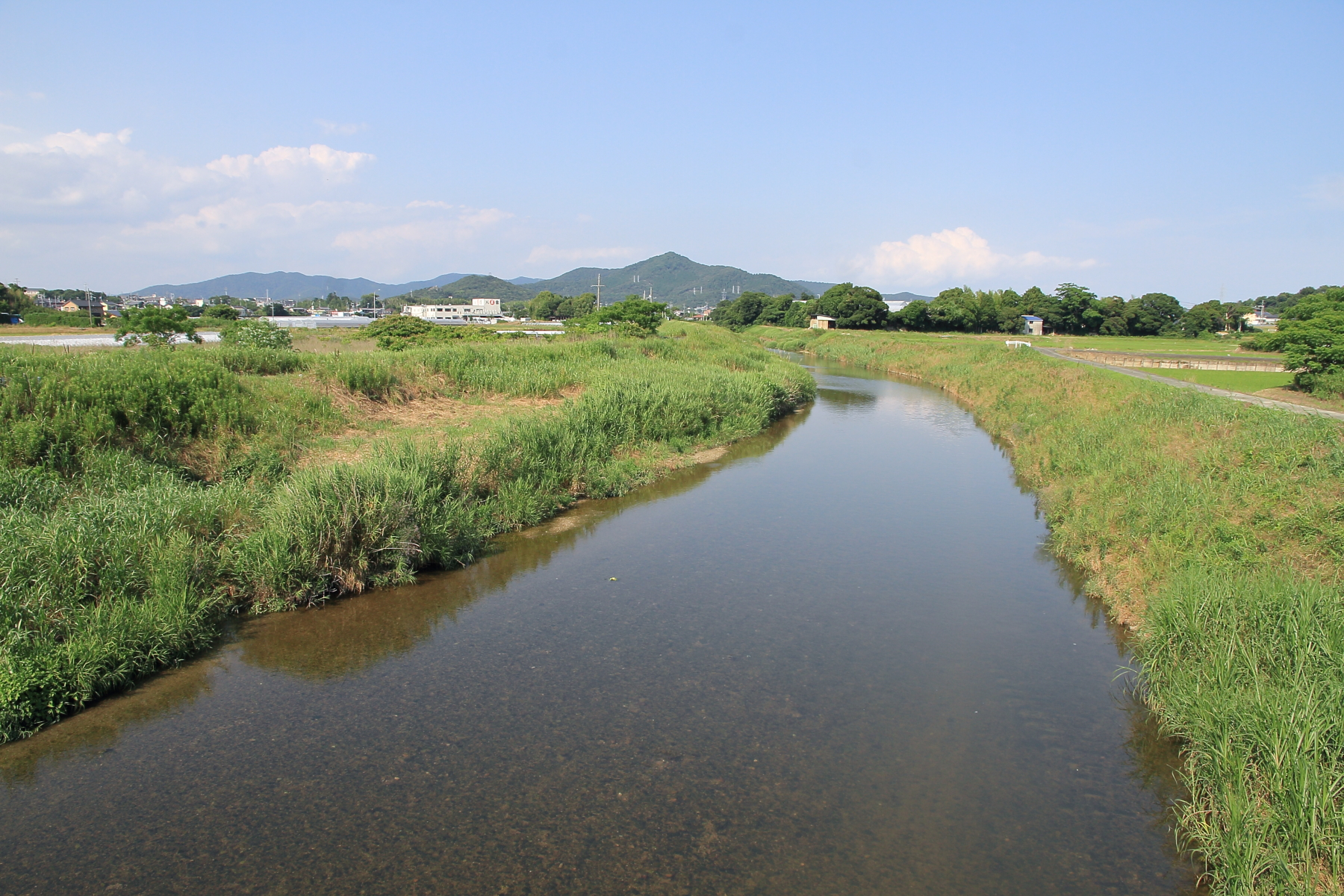
浜道橋から見た梅田川（2021年撮影）。梅田川発電所があった豊橋市浜道町字車（旧・高師村字車）は画像左手にあたる。

豊橋電灯は発電所を建設するにあたり、設立前の調査段階で関わりのあった技師大岡正に設計・工事を担当させた。大岡は水力発電勃興期のごく初期から発電所建設に携わった技師であり、箱根電灯湯本発電所（京都市営蹴上発電所に続く国内2番目の事業用水力発電所）を建設した経験を持つ。大岡にとって豊橋電灯における発電所建設は箱根・浜松（失敗）に続く3か所の施工事例となった。その豊橋電灯の水力発電所は、豊橋の市街から10キロメートルほど離れた渥美郡高師村（現・豊橋市）の梅田川に建設された。発電用水車は農業用水車を買収して改造したもの。発電機は出力15キロワット・電圧2,000ボルトの交流発電機を置いた。発電所は1894年3月には完成した。
そして豊橋電灯は1894年4月1日開業するに至った。名古屋電灯に続く中部地方2番目、全国でも前年の日光電力（栃木県）に続いて15番目に開業した電気事業者となった。こうして開業に漕ぎつけた豊橋電灯であったが、梅田川発電所の水量不足という問題が発生した。梅田川発電所は当時まだ希少な水力発電所（愛知県下では第一号）であり、名古屋電灯がいまだ低圧送電方式を採り隣町への配電ができていない中で高圧送電方式を用いたことは技術的には画期的であったものの、現実には水量不足のため電灯点火は順調ではなく光量がランプに及ばないことすら多々あった。この光量不足対策として、豊橋電灯では梅田川発電所に補助動力となる蒸気機関を据え付けて火力発電併用とする選択をした。
大岡が豊橋の前に手掛けた浜松電灯では水力発電が失敗に終わった後蒸気機関による火力発電で開業するまで2年を要した（豊橋に遅れて1895年10月開業）が、豊橋電灯ではあらかじめ蒸気機関設置の手配をしつつ水力発電だけで開業し、追って1894年6月に蒸気機関の設置工事を完了した。火力併用の発電が好成績を収めると点灯申込みは増加に向かう。最初の決算である6月末時点では需要家数47戸・点灯数143灯、1年後の1895年（明治28年）6月末時点では点灯数478灯を数えた。
梅田川での発電が失敗に終わったことから、豊橋電灯では水力発電に適する別の地点を調査し、豊川上流（寒狭川）の開発を計画する。しかし工事費が約25万円にのぼることから断念し、替わりに近郊の牟呂用水を利用して牟呂村大西（現・豊橋市牟呂大西町）に牟呂発電所を新設する方針を決定した。この牟呂用水は神野新田に通ずる用水路で、1894年に完成したばかりであった。1895年5月、梅田川発電所の設備を製作した三吉電機工場との間で、既設設備一式を原価で引き取らせた上で新しい水車・発電機を発注するという契約を締結。そして名古屋電灯技師の丹羽正道に発電所設計を任せ、翌1896年4月に牟呂発電所を完成させた。こうして発電所を梅田川から移したものの、牟呂用水も水量不足であり、完成2か月後には蒸気機関を設置して火力併用の発電所としている。

### 軌道に乗る事業

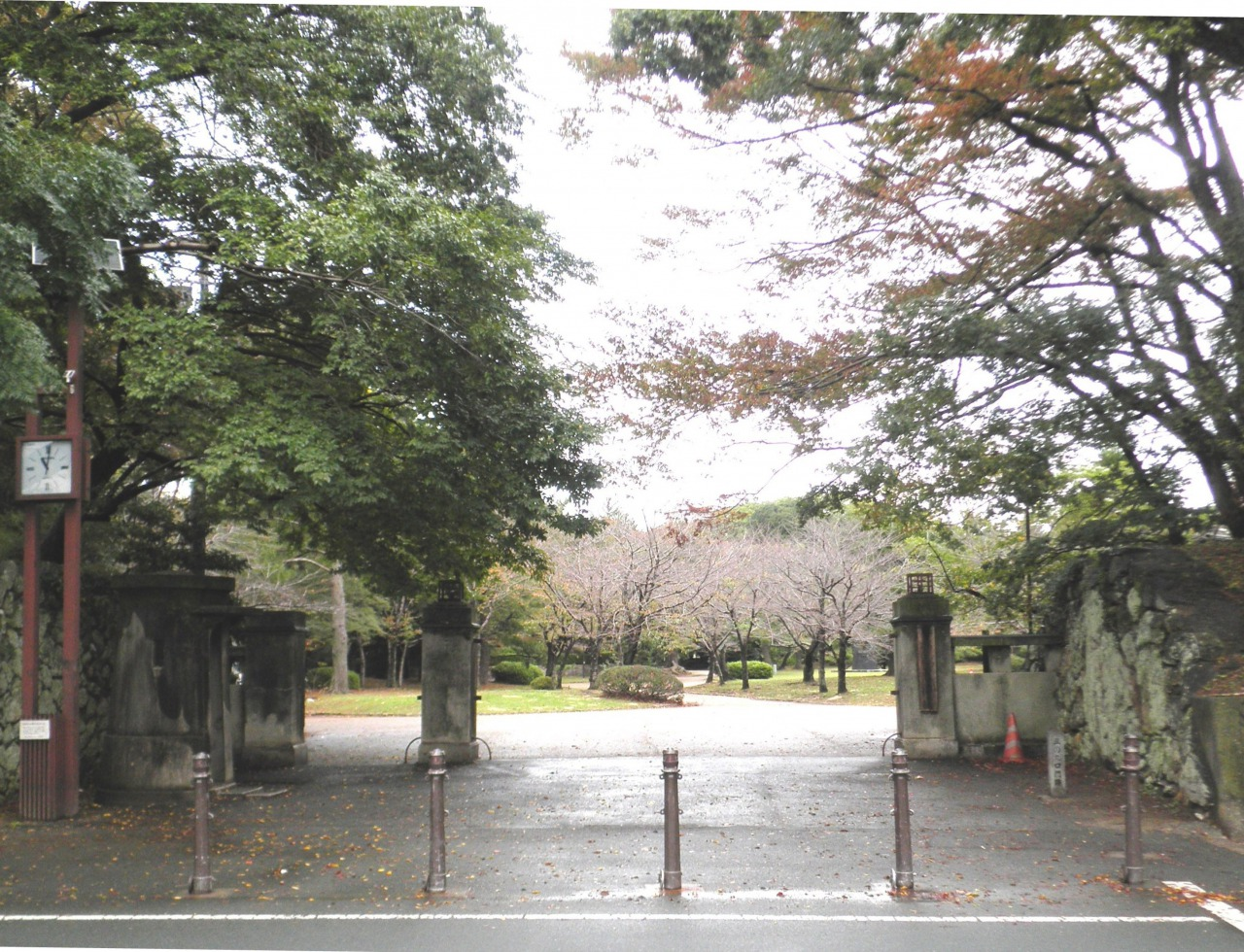
創業期からの供給先であった歩兵第18連隊の駐屯地跡（豊橋公園）

創業期の点灯規則によると、供給する白熱電灯の明るさ（燭光数）には8燭灯・10燭灯・16燭灯などがあり、燭光数と点灯時間（12時灯・3時灯・終夜灯の3種）によって料金が定められていた。月額料金は10燭終夜灯の場合90銭（会社貸出の電球の場合17銭加算）、16燭終夜灯の場合1円30銭（同20銭加算）で、当時は高級品として扱われた。初期の主要な供給先は豊橋に駐屯していた歩兵第18連隊であり、やがて官庁や商店街でも電灯の利用が拡大、一般家庭でも普及していった。
設立3年目の1896年上期に1万円の増資を、次いで翌1897年（明治30年）下期に倍額増資をそれぞれ実施し、資本金を短期間で5万円へと引き上げた。これらは配電設備拡張を目的とする増資であった。供給の拡張につれて電灯料収入も増加傾向となり、設立以来の赤字経営が1897年上期に黒字へと転換、同年下期には初めての配当にも漕ぎつけた。開業6年目の1899年（明治32年）下期には電灯数が1000灯に到達。1900年（明治33年）下期には1200灯を超えたが、以後しばらく需要家数200戸前後・灯数1200灯台のまま伸びが停滞した。
供給成績が急拡大するのは日露戦争後のことである。戦後の好況によって会社・商店・役所から一般家庭に至るまで幅広く電灯を求める動きが拡大するとともに、工業向けの電力需要も増加したことによる。その中の1906年（明治39年）11月15日、社名を豊橋電灯から「豊橋電気株式会社」へと改め、営業目的に動力用電力の販売を加えた。また牟呂発電所建設以降は2度にわたって同発電所を増設し供給力を当初の30キロワットから80キロワットへと引き上げることで需要増に対処してきていたが、需要急増に対応すべく南設楽郡作手村（現・新城市）における新水力発電所の建設を決定した。その建設費調達のため豊橋電気では1907年（明治40年）までに資本金を50万円へと引き上げた。この増資は2分割で実施されており、社名変更と同時に10万円の増資が、次いで1907年9月に35万円の増資がそれぞれ決議されている。
新発電所建設は突貫工事で進められ、1908年（明治41年）5月に見代発電所として完成した。豊川支流巴川の水力を利用するもので、出力は250キロワット（1910年の増設後は360キロワット）。同時に豊橋郊外の下地町に変電所を新設し、発電所と変電所を高圧送電線で結び変電所にて降圧した上で配電する、という供給方式を社内で初めて整備した。見代発電所の建設にあわせて1907年10月に電灯料金を引き下げた（16燭終夜灯月額90銭など）こともあり、完成直後の1908年6月末時点における電灯数は5221灯と半年前の1808灯から一挙に3倍近くの増加をみた。さらに1908年上期から動力用電力の供給も開始し、精米・製材・製粉・揚水などの用途で電動機の利用を増加させていった。

### 事業の急拡大

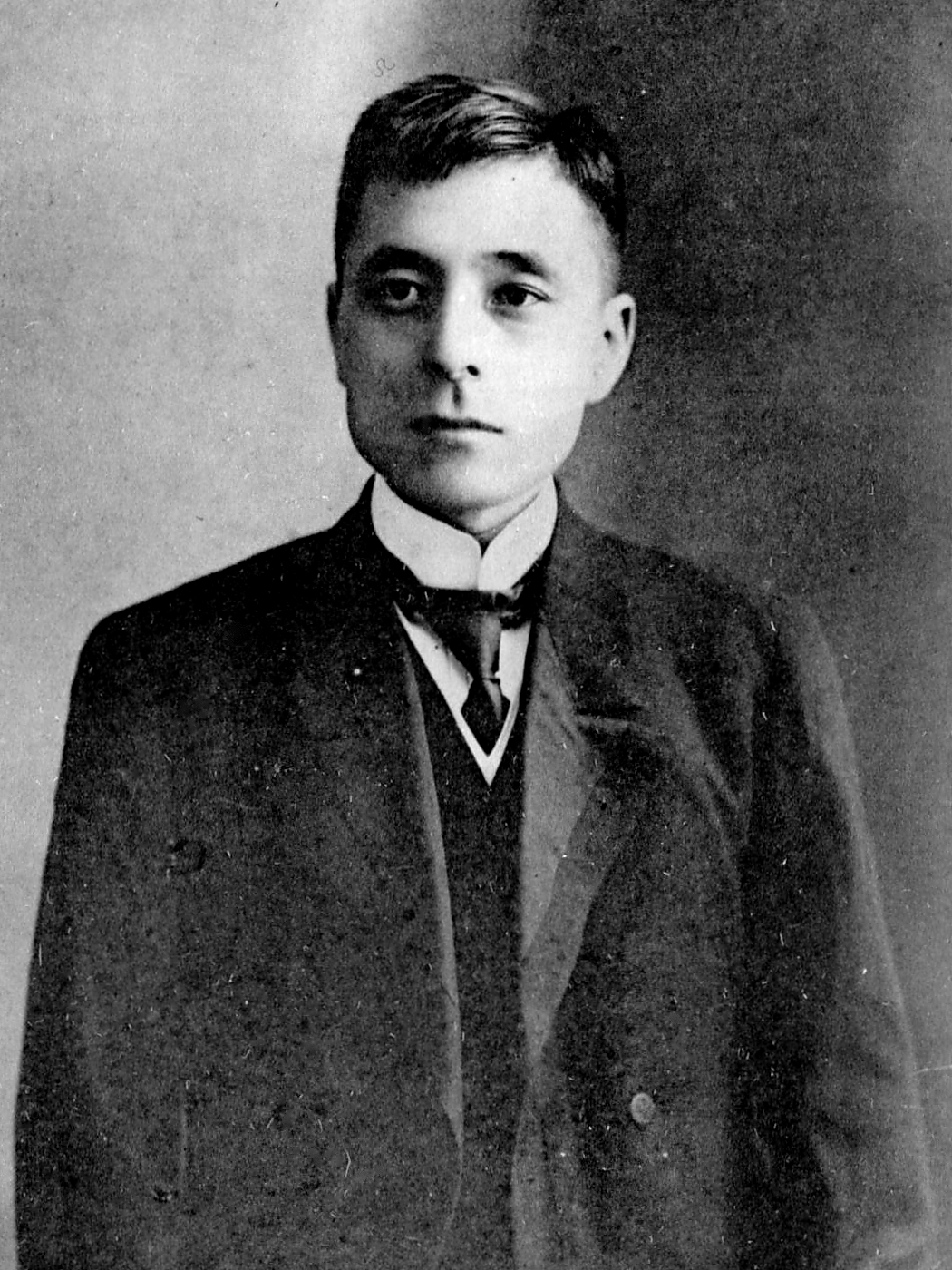
第4・6代社長福澤桃介

1907年に見代発電所建設のための増資を実施した際、日露戦争後の不況期に重なったため増資に応募する地元資産家が少なく、やむを得ず豊橋以外の地域からも出資を募った。その結果役員も増え、1908年7月福澤桃介（東京）・武田賢治（宝飯郡国府町）・徳倉六兵衛（幡豆郡一色村）・荒川寅之丞（海西郡十四山村）の計4名が取締役に追加された。増員取締役のうち福澤桃介は新規参入者の代表格であり、株式投資で得た資金を電気事業へと投資しつつあった中で創業者の三浦碧水に誘われ豊橋電気にも出資し、当時筆頭株主の地位あった。福澤は3代社長伊東米作（1909年就任）に代わって1910年（明治43年）4代社長に就任し、1912年まで社長、それ以後は専務取締役として三浦の要請で経営改革にあたった。なお福澤は豊橋電気への参入後に名古屋電灯でも株式買収に着手し、その筆頭株主となって1910年より取締役に就任している。
1908年11月、豊橋市の南に接する渥美郡高師村に陸軍第15師団が設置され、次いで翌年4月騎兵第4旅団も迎えた。師団・旅団に所属する歩兵・野砲兵・輜重兵・工兵・騎兵諸隊その他の駐屯により豊橋市は軍都へと姿を変え、同時に消費地としての性格を強めた。豊橋の軍都化は電灯・電力需要の増加をさらに加速させる。豊橋電気では1909年（明治42年）下地町に火力発電所（下地発電所・出力150キロワット）を新設して急場をしのぎつつ、南設楽郡長篠村（現・新城市）にて寒狭川を利用した長篠発電所を新設すると決定。1910年12月27日、傍系会社「寒狭川電気株式会社」を資本金50万円で設立し、同社を通じて長篠発電所を起工した。なお寒狭川電気は総株数1万株のうち2500株を発起人で、残り7500株を豊橋電気株主の優先引受けとする形で設立されている。
翌1911年（明治44年）5月10日、豊橋電気は寒狭川電気を合併し、資本金を倍額の100万円とした。長篠発電所の工事は合併で豊橋電気へと引き継がれ、1912年（明治45年）2月出力500キロワットの発電所として竣工に至った。長篠発電所完成に伴い同年5月料金改定を実施し、16燭灯月額75銭などと減額。さらに供給力の余力が生じたことから豊橋・下地・高師の3市町村を越えた供給を試み、1911年10月から宝飯郡小坂井村・牛久保町・豊川町（いずれも現・豊川市）にて、1912年4月からは渥美郡二川町（現・豊橋市）および南設楽郡新城町（現・新城市）にて供給を開始。1912年（大正元年）12月には宝飯郡国府町・御油町・赤坂町（現・豊川市）方面でも開業した。これらの結果電灯数が急増し、1910年下期に1万灯を越えたのち、1912年下期には2万灯台に到達した。
豊橋電気の勢力は県外にも拡大した。豊橋の東、静岡県浜名郡新居町における「西遠電気株式会社」の設立である。新居町や白須賀町など浜名湖西部の地域（現・湖西市）では新居町長太田才一郎や白須賀町長佐藤喜代蔵ら地元有志によって1910年9月に西遠電気の名をもって逓信省へ電気事業経営許可が出願されていたが、浜松市を中心に供給する日英水電も湖西進出を狙っており競願の状況にあった。日英水電への対抗上、西遠電気発起人が当初の火力発電計画を受電に改めるべく豊橋電気と交渉をもったことが豊橋電気湖西進出の発端であり、交渉の末に豊橋電気では西遠電気に対する電力供給を行うとともに関係者が会社発起人に加入することとなった。太田・佐藤や福澤桃介・三浦碧水ら計24名からなる西遠電気発起人は1911年11月25日付で事業許可を獲得。そして翌1912年5月18日、資本金6万円で新居町新居に会社を設立した。西遠電気では発足後直ちに工事を進め、豊橋電気からの受電にて1913年（大正2年）1月1日より供給を始めた。

### ガス事業の影響

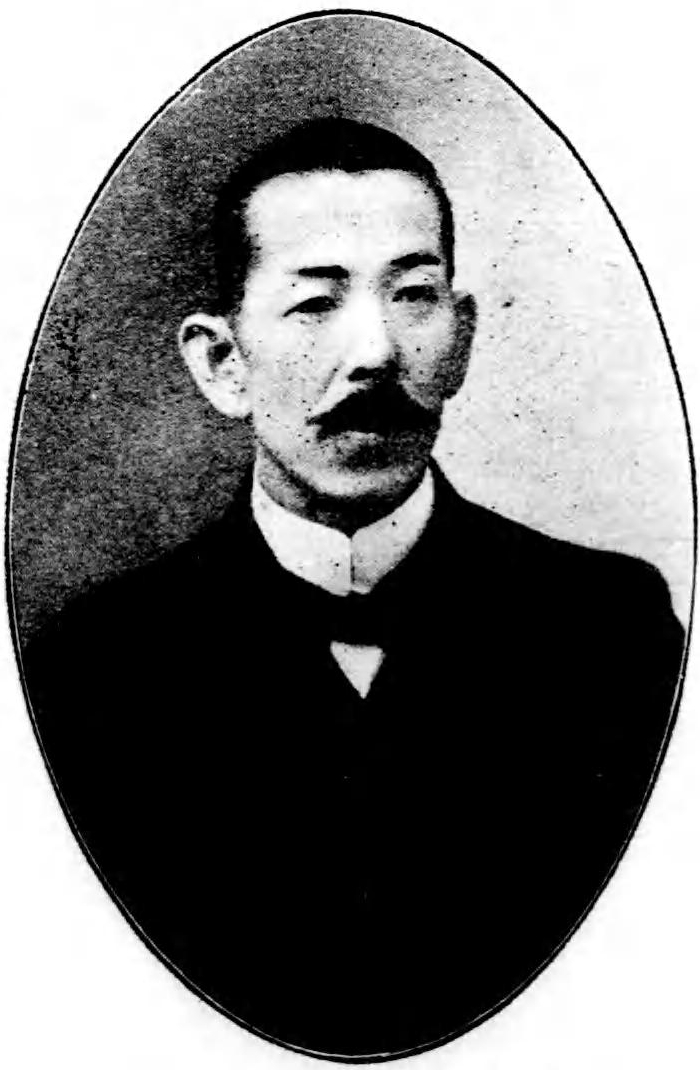
豊橋瓦斯初代常務・2代目社長福谷元次。豊橋電灯でも会社設立時から1906年まで取締役兼支配人を務めた。

豊橋電気が見代・長篠両発電所を建設して供給を拡大する頃、豊橋市には都市ガス燃焼による灯火、すなわちガス灯も出現した。豊橋瓦斯株式会社（後の中部ガス、現・サーラエナジー）の開業によるものである。
豊橋瓦斯は名古屋瓦斯（現・東邦ガス）の関係者と創業期の豊橋電灯に関わった福谷元次らによって企画され、1909年10月に資本金50万円で設立された。同社は市街地でのガス管工事を行い、半年後の1910年2月1日に開業、ガス供給を開始する。当時の都市ガスはガスこんろ（ガス七輪）や暖炉などの熱利用以外にも灯火（ガス灯）や原動機（ガスエンジン）といった用途があり、豊橋瓦斯でも1910年5月末時点の供給成績は供給戸数971戸に対し灯火用孔口数1720個・熱用孔口数636個・ガスエンジン4基であった。需要の多いガス灯は商店の店頭照明や軒灯として競って利用され、街灯としても市街各所でともされた。
この段階では、ガス灯は電灯に対する競争力を十分持った照明であった。当時普及していた電球は発光部分（フィラメント）に炭素線を用いた炭素線電球であったが、消費電力が大きく、ガス灯と比較すると同じ明るさをともすのに2倍の費用を要した。従って経済性に安全性が加味された場合にのみ電灯が優位に立つという状況であった。ところがガス灯の優位は発光部分に金属線特にタングステン線を用いるタングステン電球が出現すると崩れ去った。タングステン電球は炭素線電球に比べ長寿命・高効率であり、消費電力が約3分の1に低下したことで明るさ当たりの費用もガス灯より若干廉価となったためである。
タングステン電球の導入時期は電気事業者によって異なるが、豊橋電気は比較的早く、1911年10月にタングステン電球使用に関する電灯供給規定を制定して導入を始めた。以後急速に置き換えを進め、1914年（大正3年）には豊橋市内での炭素線電球使用が皆無となっている。電灯の改良に対し、ガス灯を事業の柱とした豊橋瓦斯ではガス料金の値下げや需要開拓に努めた。その後第一次世界大戦による原料石炭価格の高騰からガス灯は競争力を失いガス会社は熱用途の需要開拓に傾注するようになる、というのがガス業界の一般的傾向であるが、豊橋瓦斯の場合は需要家数が1500戸前後で頭打ちながら需要家1戸当たりのガス灯数が1910年代の間は増え続け、市内電灯数の2割程度の数を維持し続けた（1919年末時点では電灯3万灯余りに対し灯火用孔口数6796個）。

### 大正期の推移

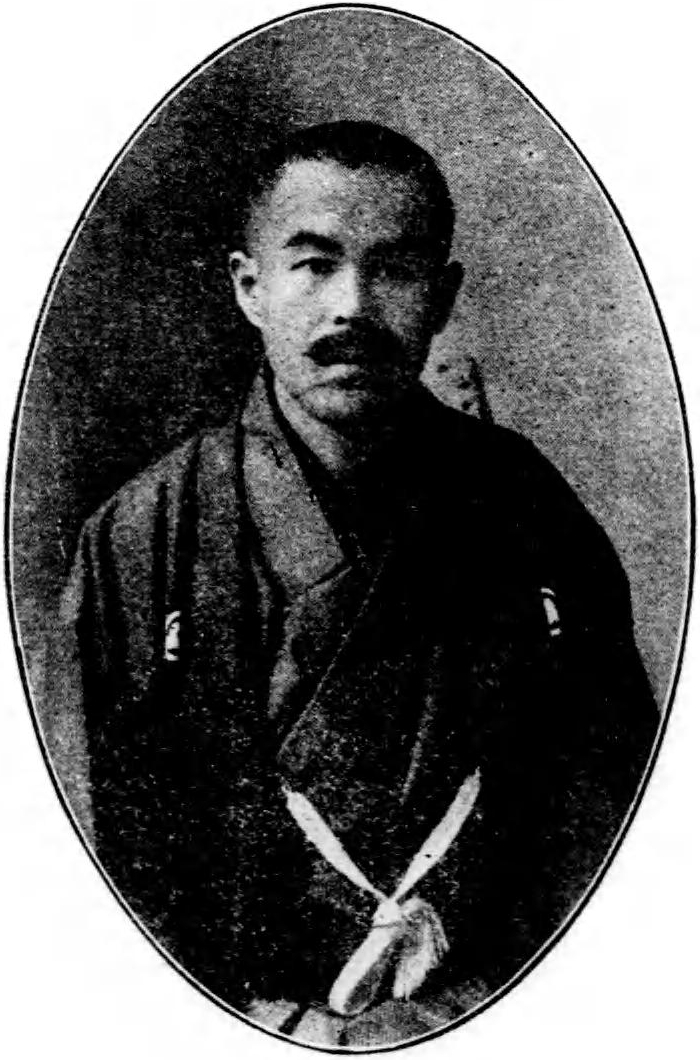
1916年より支配人兼技師長を務めた今西卓

1914年に第一次世界大戦が勃発し、その影響で大戦景気が始まると、豊橋電気の管内でも電灯・電力ともに需要がさらに増加した。1913年12月末時点で電灯2万5065灯・電力供給400馬力（約298キロワット）であった供給成績は、5年後の1918年（大正7年）12月末時点ではともに倍増以上の電灯数5万882灯・電力供給666.5キロワット（電動機・その他電力装置合計）に達した。
大戦中、豊橋電気の供給区域は2度の変化が生じた。一つ目は先に触れた西遠電気の合併である。同社の開業から3年経った1916年（大正5年）1月5日付で合併仮契約を締結し、26日の株主総会で合併を決議したのち、同年4月1日付で吸収した。合併に伴う豊橋電気の増資額は6万円であり、合併後の資本金は106万円となっている。合併によって豊橋電気は新居町に西遠営業所を置き、静岡県側の事業を直営化した。その一方、同年6月4日付で新城瓦斯との間に見代発電所所属系統に属する電気事業・工作物の売却契約を締結、22日の株主総会で売却を決議の上、翌1917年（大正6年）5月1日付で新城瓦斯改め東三電気へと事業を譲渡した。これが二つ目の変化で、事業譲渡により新城町など新城地区への供給が東三電気の手に移っている。
大戦期には1915年11月に長篠発電所の出力が500キロワットから750キロワットへと増強された程度で豊橋電気による発電所新設はなく、反対に翌年までに牟呂・下地両発電所が廃止されている。大戦景気による需要急増のため1916年末には電力の新規供給受付を中止せざるを得なくなったが、この時は日英水電との間で供給契約を締結し、1917年1月より同社からの受電を開始することで対応した。次いで見代発電所を東三電気へと譲渡したことで、豊橋電気の自社電源は一旦長篠発電所のみとなった。1918年時点での供給力は長篠発電所に東三電気からの受電270キロワット・日英水電からの受電250キロワットを加えた計1,270キロワットであった。
日英水電からの受電は渥美半島への電力供給にも充てられており、1917年1月半島を南下して田原町豊島（現・田原市豊島町）の三河セメントへと至る送電設備が完成をみた。この三河セメントではセメント工場の原動力として蒸気機関を利用していたが、大戦期の燃料石炭価格高騰の対策として75馬力電動機2台の購入を決定し、1916年4月豊橋電気との間で1キロワット時あたり1銭8厘という廉価で電力を購入するという契約を締結。豊橋電気側の工事終了を待って1917年2月より電動機の運転を始めた。
経営面では、創業者三浦碧水が1915年に死去すると当時専務取締役であった福澤桃介が後継者となって実権を握り、1918年には再び社長に就任した。上記の西遠電気合併や新城地区分離、下地発電所廃止などは、福澤による経営掌握と技師長今西卓の支配人就任によって経営改革が図られた結果とされる。業績も大戦景気を背景に好調であり、積立金や償却費を確保しつつ特別配当を出せるほどで、1917年には年率17パーセントという高配当を記録している。同年7月、94万円の増資を決議し、資本金を200万円へ増強。さらなる需要増加に応ずるため布里発電所を11月着工した。

### 名古屋電灯との合併へ

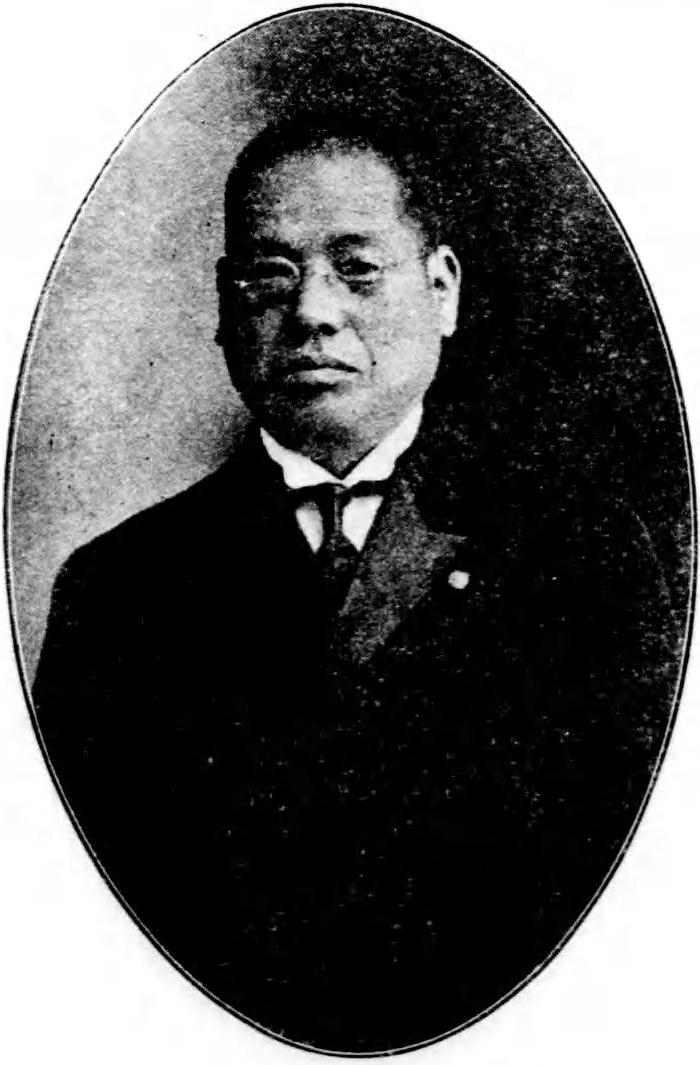
末期の専務武田賢治

大戦終了後も需要増加は続き、1920年（大正9年）12月末時点の供給成績は2年前に比べて電灯数は1.3倍増の6万6319灯、電力供給は1.5倍増の1,032キロワットへと伸長した。
この間、まず1919年（大正8年）7月に建設中の布里発電所（出力500キロワット）が運転を開始。次いで12月、「豊橋電化工業株式会社」から計画を引き継いだ横川発電所を着工した。この豊橋電化工業は水力発電と炭化カルシウム（カーバイド）製造を目的として豊橋電気にて株式の半分を引き受けて起業した会社で、1918年6月21日資本金60万円をもって豊橋市に設立、1919年12月5日付で豊橋電気に合併されていた。同社合併に伴う豊橋電気の増資は40万円であり、合併後の資本金は240万円となっている。電源増強の動きは他に受電の手配もあり、1919年3月に設立された福澤系の電力会社矢作水力との間で500キロワットの受電を契約した（契約は会社設立前の1918年10月実施、受電開始は1921年初頭）。また供給面では渥美半島の渥美電気・福江電灯へ送電することとなり1919年2月工事を完了した。
供給増の一方で、1920年3月、大戦景気が終焉し戦後恐慌が発生していた。恐慌直前まで豊橋では地場産業の製糸業が盛況で、豊橋電気には工場拡張のための電力供給申し込みが殺到していたが、恐慌発生後は状況が一変し供給を断る需要家が多数生じた。発電所工事中のため一時は会社の先行きが不安視されたが、需要家側には好況期に電力使用権の争奪戦が生じた経験から権利喪失を恐れて電力の使用を中止するものの料金は納める者、あるいは料金未納者から権利を引き取るために代理払込みをなす者もあり、供給力不足の傾向は続いた。
豊橋電気社長の福澤桃介は、1914年12月より名古屋電灯の社長でもあった。社長が共通する名古屋電灯と豊橋電気を合併させる計画は恐慌以来重役間で内々に検討されていたが、地元出資者の反対などがあったようですぐには実施されなかった。その後1920年12月になると合併案がまとまり、12月5日付で合併仮契約締結に至った。契約の主たる内容は以下の通りである。
- 名古屋電灯を合併における存続会社とし、豊橋電気は解散する。
- 存続会社の名古屋電灯は豊橋電気の1920年10月末現在の資産負債状態を基礎として同社の権利義務一切を継承する。
- 合併により名古屋電灯は資本金を4578万円に増加し、その増加分378万円に対し株式7万5600株（額面50円払込株式3万3390株・25円払込株式4万2210株）を発行する。それらを豊橋電気の1920年12月31日現在の株主（株式数は額面50円払込株式2万1200株・25円払込株式2万6800株）に対し持株1株につき1.575株の割合で交付する。
- 名古屋電灯は豊橋電気の取締役・監査役その他に対する慰労金として計20万円を交付する。
- 名古屋電灯は豊橋電気の従業員に対し特別手当金計5万円を支払う。

名古屋電灯は1918年9月に水力開発部門を木曽電気製鉄（後の大同電力）として切り離し配電事業中心の電力会社となると、周辺事業者の合併を積極化していた。1920年4月にまず一宮市の一宮電気を合併。次いで県境を越えて岐阜市の電力会社岐阜電気の合併に踏み切り、豊橋電気合併手続き着手後の1921年（大正10年）1月に合併を完了している。豊橋電気の合併は岐阜電気に続く3番目であり、名古屋電灯では1920年12月20日に株主総会を開いて豊橋電気合併の承認を得た。
名古屋電灯との合併を審議する豊橋電気側の臨時株主総会は名古屋電灯に1日遅れて12月21日豊橋市内で開かれた。その席で社長の福澤は名古屋電灯への合併理由について、目下不足している供給力を補充するには巨額の投資を要するが豊橋電気が置かれている状況では完全な事業遂行が困難なため、と説明している。総会で合併契約は原案通り可決承認された。

### 合併の余波

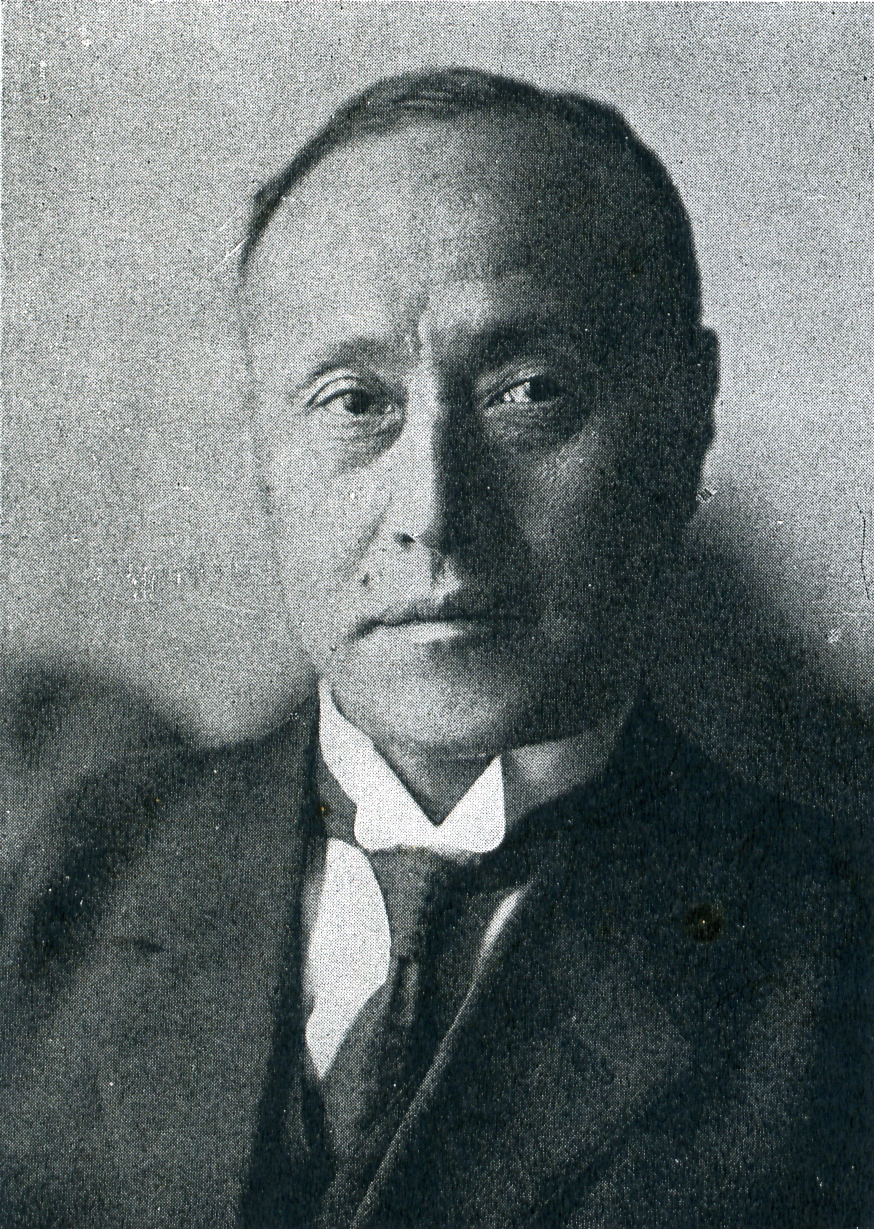
大口喜六

豊橋電気は名古屋電灯との合併を取りまとめるのに先立つ1920年5月、恐慌下における電力需要創出策として上水道敷設を計画していた。計画は豊橋電気の電力を利用して豊川から水をくみ上げ豊橋市内へと送水するというものである。この計画はその後立ち消えとなったが、同年9月豊橋市会にて計画承認の可否が検討された際、賛成意見の一方で公共的事業を営利本位の会社に任せることは市民の利益にならないという反対意見もあり、議論は沸騰した。これに続く名古屋電灯との合併発表は、地元資本が外部の資本に吸収されると捉えられて地元豊橋の反発を招く。以前から議論があった電気事業の市営移管に向けた動きが強まり、同年12月16日豊橋市会の議員協議会において全会一致で事業の市営移管が決定された。
豊橋市と豊橋電気の間には、1909年4月8日（当時の豊橋市長は大口喜六）に締結された報償契約が存在した。これは締結から20年間、会社が市内での事業で生じる利益金のうち1.7パーセントを報償金として市へ納付する一方、それと引き換えに市は自身が所有・管理する道路・橋梁その他を会社が独占的に利用することを認める、という内容であった。報償契約には会社が他社と合併する場合は市の承認を要するという条項もあり、これに従って豊橋電気は株主総会での合併決議が終わると直ちに市へ合併承認を求めた。市が市営化の具体案を検討中で、まだ合併承認も与えていない中の1921年2月5日、名古屋電灯は市内料亭にて細谷忠男豊橋市長らを招いて合併披露宴を開催する。その翌日、市では市による事業買収権を報償契約に追加するならば合併を承認すると提起した。
名古屋電灯と豊橋電気の合併については1921年3月29日付で逓信省からの合併認可が下りた。そして同年4月20日に名古屋電灯側で合併報告総会が開かれて合併手続きが完了、同日をもって豊橋電気は解散した。合併により豊橋市には名古屋電灯豊橋営業所が置かれた。
合併成立後も報償契約改定・事業市営化についての交渉が市と名古屋電灯との間で続けられたが、交渉は進展せず、1921年7月29日、豊橋市会は交渉の経過を公表した上で名古屋電灯・豊橋電気合併の不承認を全会一致で決議した。不承認決議を機に豊橋市民の間でも市営化に応じない名古屋電灯を非難する声が高まり、市会議員による演説会や新聞社主宰の市民大会が相次ぎ開催されるようになる。やがて争点は電気料金の値下げへと移行していき、「電気料金値下期成同盟会」が発足。さらには市会に強固な地盤を持つ元豊橋電気相談役大口喜六が率いる「同志派」に対する攻撃へと発展し、政治問題と化していった。期成同盟会は名古屋電灯と交渉するが、川口彦治愛知県知事が仲裁に入り、知事から委嘱された宝飯郡長・豊橋警察署長により調停を開始。1921年10月、翌年7月から電灯料金を引き下げる、合併記念として公会堂を建築して市に寄付する、といった内容の仲裁案が示され、同盟会・会社側ともにこれを受諾、同盟会は11月に報告演説会を開いて運動の終結と勝利を宣言して一連の「電価争議」は一応の決着をみた。
市営化問題に関し、豊橋電気社内で市営化賛成論を唱えていた専務取締役武田賢治と支配人今西卓の2名は合併を機に独立、新たに「豊橋電気信託」という会社を立ち上げて1921年11月に渥美半島の渥美電気・福江電灯両社を統合した。同社は翌1922年（大正11年）に社名を変更し、「豊橋電気」という社名を引き継いでいる。一方（旧）豊橋電気を吸収した名古屋電灯はその後も合併路線を突き進み、奈良県の関西水力電気と合併して関西電気となったのち、翌1922年に九州の九州電灯鉄道などを合併して、中京・九州地方を地盤とする大手電力会社東邦電力へと発展する。以後豊橋区域の電気事業は東邦電力によって経営されるが、1930年（昭和5年）から1937年（昭和12年）までの間は西三河の岡崎電灯との統合による中部電力（岡崎）という会社の管轄下に置かれた。

### 年表
- 1893年（明治26年）
  - 9月4日 - 豊橋電灯発起人、農商務省に対し発起認可出願[11]。
- 1894年（明治27年）
  - 1月15日 - 豊橋電灯発起人に対し愛知県より電灯営業許可[11]。
  - 2月1日 - 豊橋電灯発起人に対し農商務省より会社発起認可[11]。
  - 2月11日 - 豊橋電灯株式会社創業総会開催[11]。
  - 3月8日 - 豊橋電灯に対し農商務省より会社設立免許[2]。資本金1万5000円、本店所在地愛知県渥美郡豊橋町大字八町152番地1[2]。
  - 4月1日 - 梅田川発電所を電源として開業[7]。
- 1896年（明治29年）
  - 上期 - 1万円の増資を実施[15]。
  - 4月下旬 - 牟呂発電所運転開始[16]。
- 1897年（明治30年）
  - 下期 - 2万5000円の増資を実施、資本金5万円となる[15]。
- 1906年（明治39年）
  - 11月15日 - 豊橋電気株式会社へ社名変更[19]。営業目的を電灯・電力供給と改定し[20]、同時に15万円への増資を決議[19]。
- 1907年（明治40年）
  - 4月12日 - 本店を豊橋市大字西八乙23番戸から同市大字関屋12番戸へ移転[71]。
  - 9月8日 - 35万円の増資を決議[21]、資本金50万円となる[15]。
- 1908年（明治41年）
  - 5月 - 見代発電所運転開始[44]。
  - 7月30日 - 福澤桃介が取締役就任[24]。
- 1909年（明治42年）
  - 4月8日 - 豊橋市との間で報償契約締結[58]。
  - 12月14日 - 下地発電所使用認可[72]。
- 1911年（明治44年）
  - 5月10日 - 寒狭川電気を合併[29]、資本金100万円となる[15]。
    - 寒狭川電気株式会社は1910年（明治43年）12月27日設立、資本金50万円、本店所在地豊橋市大字関屋12番戸[27]。
- 1912年（明治45年）
  - 3月25日 - 長篠発電所使用認可[73]。
- 1915年（大正4年）
  - 9月1日 - 牟呂発電所廃止許可[74]。
- 1916年（大正5年）
  - 4月1日 - 西遠電気を合併[39]、資本金106万円となる[13]。
    - 西遠電気株式会社は1912年5月18日設立、資本金6万円、本店所在地静岡県浜名郡新居町新居107番地[33]。

  - 9月5日 - 下地発電所廃止許可[75]。
- 1917年（大正6年）
  - 5月1日 - 見代発電所の電力系統とこれに属する営業権を東三電気へ譲渡[42]。
  - 7月20日 - 94万円の増資を決議[48]、資本金200万円となる[49]。
- 1919年（大正8年）
  - 7月3日 - 布里発電所使用認可[50]。
  - 12月5日 - 豊橋電化工業を合併[53]、資本金240万円となる[49]。
    - 豊橋電化工業株式会社は1918年（大正7年）6月21日設立、資本金60万円、本店所在地豊橋市大字関屋12番戸[52]。
- 1920年（大正9年）
  - 12月5日 - 名古屋電灯との間で合併仮契約を締結[58]。
  - 12月16日 - 豊橋市会が議員協議会にて豊橋電気の事業市営化を決議[58]。
  - 12月21日 - 名古屋電灯との合併を株主総会で決議[4]。
- 1921年（大正10年）
  - 3月29日 - 逓信省より名古屋電灯との合併認可[61]。
  - 4月20日 - 名古屋電灯との合併成立、豊橋電気解散[3][61]。
  - 7月29日 - 豊橋市会、報償契約に基づく豊橋電気の合併承認申請を却下し合併不承認を決議[58]。電気料金値下げを求める電価争議の発端となる[64]。
  - 10月18日 - 関西水力電気が名古屋電灯を合併し関西電気へ改称[69]。
  - 12月31日 - 横川発電所運転開始[76]。
- 1922年（大正11年）
  - 6月26日 - 関西電気は東邦電力へ社名変更[69]。

## 供給区域

### 1914年時点区域一覧
豊橋電気の1914年（大正3年）5月末時点における電灯・電力供給区域は以下の愛知県下29市町村であった。
| 市部                | 豊橋市 |
| 渥美郡 （1町2村）   | 二川町・高師村・牟呂吉田村（現・豊橋市） |
| 宝飯郡 （6町8村）   | 下地町・前芝村（現・豊橋市）、 小坂井村・牛久保町・豊川町・一宮村・八幡村・国府町・御油町・赤坂町・長沢村・萩村・御津村（現・豊川市）、大塚村（現・豊川市・蒲郡市） |
| 八名郡 （7村）      | 三上村・橋尾村・豊津村・金沢村（現・豊川市）、 下川村・賀茂村・石巻村（現・豊橋市）                                                                                 |
| 南設楽郡 （1町3村） | 新城町・千郷村・東郷村・作手村（一部）（現・新城市） |

備考
- 供給区域には未開業区域を含む。この時点での未開業区域は宝飯郡一宮村・八幡村・長沢村・萩村、南設楽郡千郷村、八名郡全村の計12村である[77]。
- 供給区域外では静岡県浜名郡白須賀町にて西遠電気へ電力を供給した[77]。西遠電気の供給区域は浜名郡新居町（一部）・白須賀町・吉津村・新所村・入出村（現・湖西市）[78]。
- 1917年5月新城地区の電気事業譲渡に伴い宝飯郡のうち一宮村、八名郡のうち橋尾・金沢・賀茂・石巻の4村（他に八名村も追加）、および南設楽郡の4町村は東三電気の供給区域となっている[79]。

### 1919年時点区域一覧
豊橋電気の1919年（大正8年）12月末時点における電灯・電力供給区域は以下の愛知・静岡両県下27町村であった。
| 愛知県 | 市部              | 豊橋市 |
| 愛知県 | 渥美郡 （1町4村） | 二川町・高師村・牟呂吉田村・老津村（現・豊橋市）、杉山村（現・豊橋市・田原市）                                                                              |
| 愛知県 | 宝飯郡 （6町7村） | 下地町・前芝村（現・豊橋市）、 小坂井村・牛久保町・豊川町・八幡村・国府町・御油町・赤坂町・長沢村・萩村・御津村（現・豊川市）、大塚村（現・豊川市・蒲郡市） |
| 愛知県 | 八名郡 （2村）    | 三上村（現・豊川市） 下川村（現・豊橋市） |
| 静岡県 | 浜名郡 （2町4村） | 新居町（一部）・白須賀町・吉津村・新所村・入出村・知波田村（現・湖西市）                                                                                    |

備考
- 浜名郡新居町は弁天島の部分が供給区域外（日英水電区域）である[32]。
- 供給区域には未開業区域を含む。この時点での未開業区域は宝飯郡萩村のみ[50]。供給開始は遅く、東邦電力時代の1923年（大正12年）のことである[81]。
- 供給区域外では、渥美郡田原町（現・田原市）で三河セメント、神戸村（同）で渥美電気・福江電灯へ電力を供給する[80]。

名古屋電灯との合併直前、1920年12月末時点における開業済み区域は上記26町村から増減はない。同時点での供給成績は電灯が需要家数2万9183戸・電灯数6万6319灯（925.5キロワット）、電力が電動機472台・計1,236馬力（922キロワット）、その他電力装置20台・計10キロワット、電気事業者供給100キロワットの合計1,032キロワットであった。市町村別に見ると需要は豊橋市が最も多く、電灯では全体の52パーセントにあたる3万4193灯、電動機用電力では全体の40パーセントにあたる490.5馬力が市内に集中する。電灯数の次点は渥美郡高師村だがそれでも5152灯に過ぎない。

### 備考：豊橋市域での供給
上表にある通り、1955年以降の現行豊橋市域のうち豊橋電気が供給した範囲は旧豊橋市のほか二川・高師・牟呂吉田・老津・杉山・下地・前芝・下川の8町村である。
区域外のうち北部の旧八名郡石巻村・賀茂村は東三電気の供給区域に入った。ただし石巻村のうち1932年に豊橋市へ編入される大字多米については1925年（大正14年）10月より豊橋電気後身の東邦電力が供給を始めている。また遠州灘沿いの旧渥美郡高豊村は採算面の問題から村全体が長く配電されない状態にあったが、東邦電力時代の1923年1月より給電が始まった。

## 発電所

### 牟呂発電所
位置（水門跡）：北緯34度45分15.0秒 東経137度21分21.5秒 / 北緯34.754167度 東経137.355972度

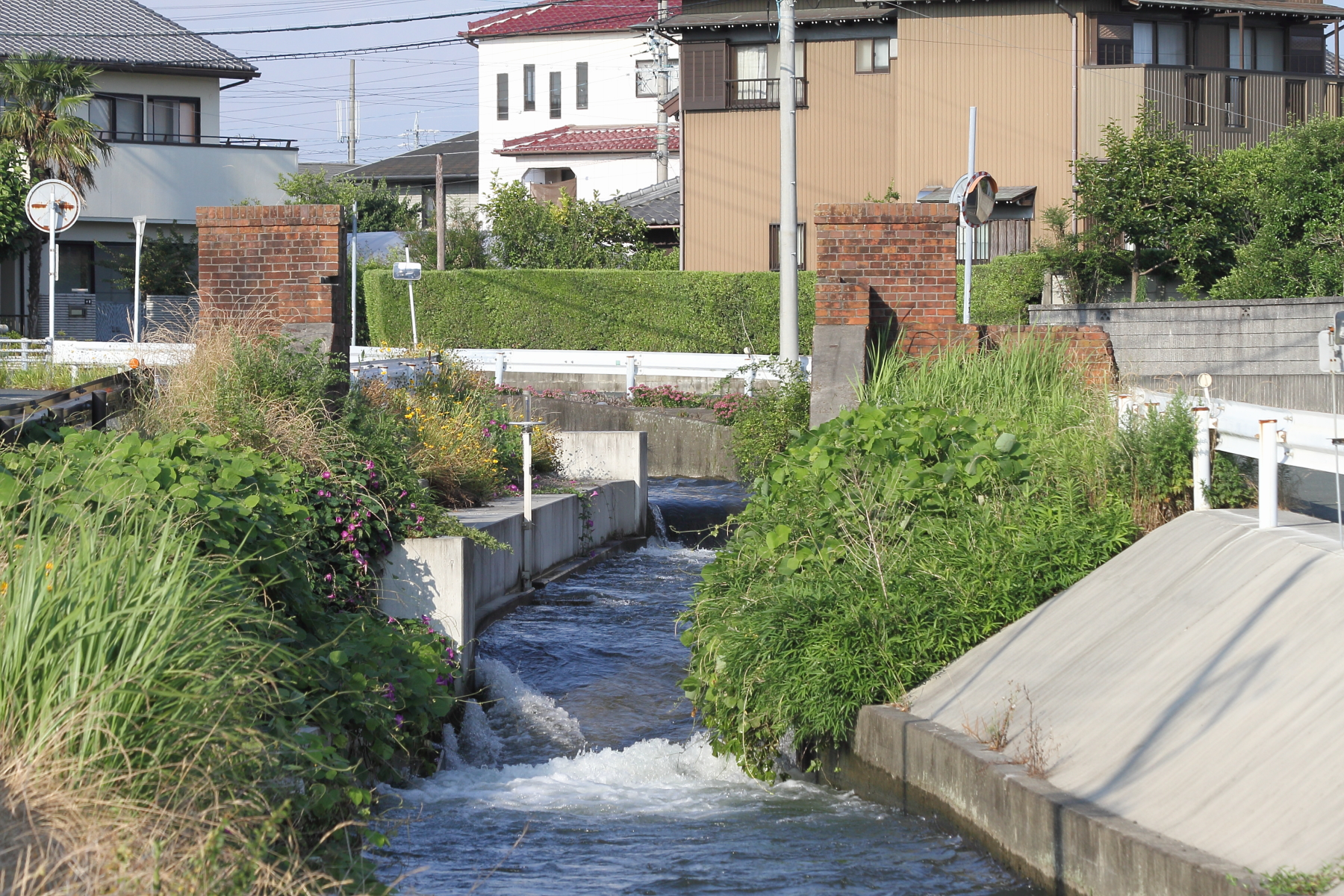
牟呂用水に残る牟呂発電所の水門跡（2021年）

豊橋電灯が1894年（明治27年）4月の開業に際して設置した発電所は梅田川発電所という。豊橋近郊を流れる梅田川に設けられた水力発電所であり、所在地は渥美郡高師村字車（現・豊橋市浜道町字車）。県への出願内容および当時の専門誌『電気之友』によると、設備は東京三吉電機工場製で、水車はレッフェル型水車、発電機は出力15キロワット（16燭灯300灯相当）・電圧2,000ボルトの単相交流発電機であった。ところがこの発電所は水量不足のため満足な発電ができず、結局三吉製のボイラー・蒸気機関（出力25馬力）を設置し火力発電を併用せざるを得なかった。
失敗に終わった梅田川発電所の代替として建設された発電所が牟呂発電所である。所在地は渥美郡牟呂村大西（現・豊橋市牟呂大西町）。牟呂用水を利用する水力発電所で、用水路に水門を置き、その若干下流の左岸側に建屋を構えた。運転開始は1896年（明治29年）4月下旬。水力発電所であるが梅田川発電所と同様に水量不足という欠陥が生じ、完成2か月後には蒸気機関が追加されて火力発電中心の発電所とされている。
『電気之友』によると、発電所設備はボイラー・蒸気機関各2台、ハーキュルス型50馬力水車1台、ホプキンソン型30/50キロワット単相交流発電機各1台を備えた。2台の発電機のうち運転開始時からのものは30キロワット発電機で、需要増加のため1900年（明治33年）に50キロワット機で置き換えたのち、1905年（明治38年）4月蒸気機関増設により旧発電機を再稼働させて発電所出力を80キロワットへと増強する、という過程を経ている。製造は初期設備が三吉電機工場、増設分が芝浦製作所（現・東芝）である。
下記長篠発電所の完成後、1915年（大正4年）9月1日付で廃止許可が下り廃止された。遺構として牟呂用水に水門が残る。

### 見代発電所
位置：北緯34度55分55.7秒 東経137度26分39.3秒 / 北緯34.932139度 東経137.444250度

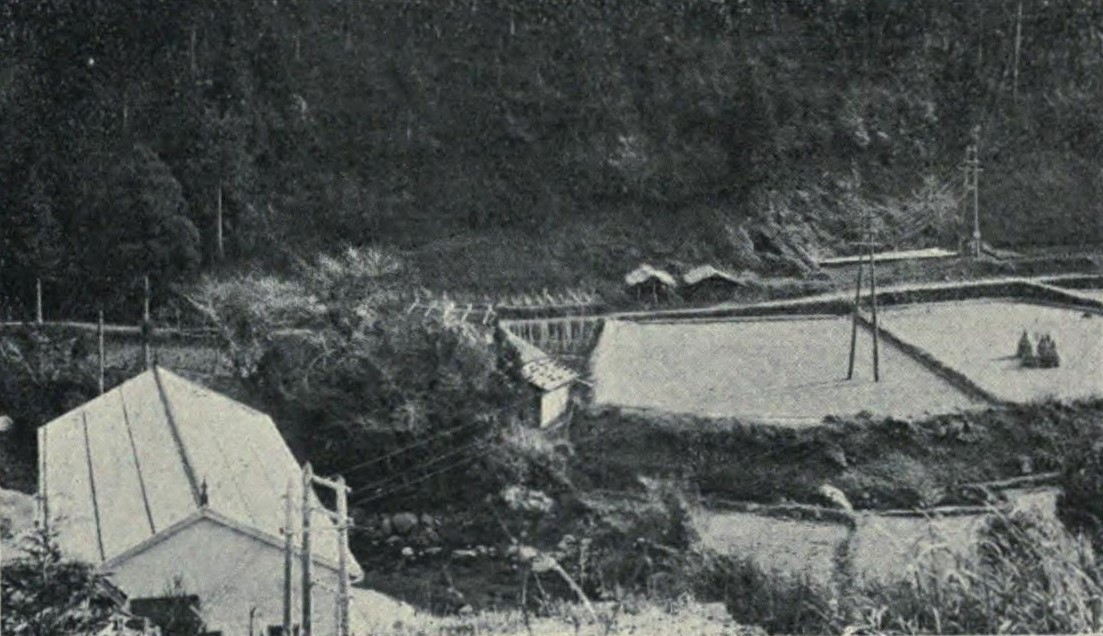
見代発電所（1910年）

日露戦争後の需要増加にあたり、豊橋電気では新発電所として見代発電所（けんだいはつでんしょ）を建設した。豊橋から北へ約20キロメートル離れた愛知県南設楽郡作手村大字保永字四郎田（現・新城市作手保永）にあり、豊川（寒狭川）支流巴川から取水する水力発電所であった。
逓信省の資料によると1906年（明治39年）10月に水利権を取得。同年11月の豊橋電気への社名変更が行われた株主総会にて発電所新設が決議され、2年後の1908年（明治41年）5月に発電所の運転開始に至った。発電設備はペルトン社製ペルトン水車にウェスティングハウス・エレクトリック製三相交流発電機（周波数60ヘルツ）という組み合わせで、当初は1組の設置であったが1910年（明治43年）に1組増設され2台体制となっている。発電所出力は当初250キロワット、増設後は360キロワットであり、その発生電力は最大11キロボルト（11万ボルト）の電圧で豊橋近郊の宝飯郡下地町（現・豊橋市下地町）に置かれた変電所へと送電された。終点の豊橋変電所では豊橋市内とその周辺への配電のため2200ボルトへの降圧が行われる。
こうして完成した見代発電所も従来の発電所と同様に不具合があり、設計時に水量測定を誤ったため渇水時には出力が200キロワット程度へと減少する、水路に木樋を多用したため水路維持管理に費用・労力を要する、といった欠点を持った。また発電所完成により、1909年1月より見代集落21戸に電灯がついた。新城町内の点灯よりも早く、奥三河で最初の電灯である。
1917年（大正6年）5月に豊橋電気から東三電気へ売却された。その後発電所は三河水力電気、中央電力、中部配電と渡り、中部電力によって1959年（昭和34年）6月に廃止された。

### 下地発電所
先に触れた見代発電所からの送電線が繋がる下地町の変電所には、渇水時に発生する見代発電所の発電力低下を補給するための火力発電所として下地発電所が併設された。使用認可は見代発電所に続く1909年（明治42年）12月14日付。ボイラー2台に250馬力蒸気機関1台、出力150キロワットの単相交流発電機1台を備えた。これら主要設備はすべて芝浦製作所製である。
使用期間は短く、牟呂発電所に続いて1916年（大正5年）9月5日付で廃止許可が下り廃止された。

### 長篠発電所
位置：北緯34度56分23.2秒 東経137度32分59.0秒 / 北緯34.939778度 東経137.549722度

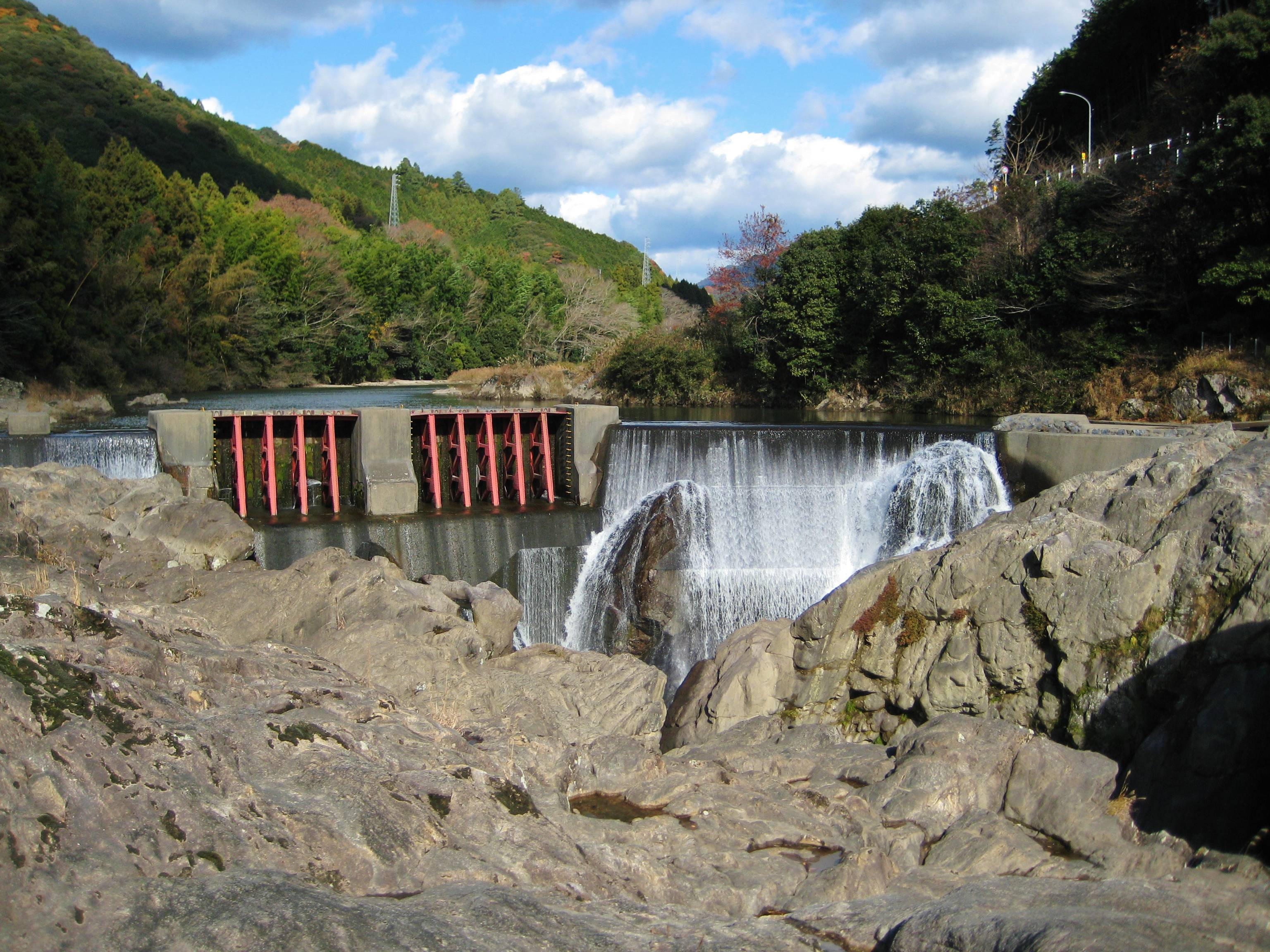
長篠発電所取水用の長篠堰堤

豊橋電気では、1910年代以降は豊川上流部の寒狭川に3つの水力発電所を新設することで発電力を増強していった。この3か所のうち最初に建設されたのが長篠発電所である。所在地は寒狭川左岸にあたる南設楽郡長篠村大字横川字神田（現・新城市横川）。傍系会社寒狭川電気を通じて開発に着手した地点であり、1903年（明治36年）12月に水利権を取得、1910年12月起工ののち1912年（明治45年）2月26日をもって竣工した。逓信省からの使用認可は同年3月25日付である。
長篠発電所は河川勾配（落差）が少なく洪水位は高いという立地面での不利を補うため、発電機を洪水位より高い位置に置きつつ水車はできる限り低い位置に置くという縦軸式水車発電機が採用された。ナイアガラの滝にある同種の発電所にちなんで「ナイアガラ式発電所」と呼ばれる構造である。水車はフォイト製フランシス水車、発電機はシーメンス製500キロワット三相交流機を採用。当初は1組の設置であったが、1914年4月に増設工事が竣工し2組となった。
発電所出力は当初500キロワット、1915年11月の変更以後は750キロワットである。長篠発電所から伸びる送電線は、見代発電所起点約8キロメートル地点にて見代・豊橋間送電線に接続しており、その発生電力は見代発電所分と同様11キロボルトの電圧で豊橋変電所へと送られる。また合流点手前にあたる南設楽郡新城町字宮ノ後には新城地区配電用の新城変電所が長篠発電所建設と同時に新設されている。後述の横川発電所完成時には構内変圧器が増設され、送電電圧が11キロボルトから33キロボルトへと引き上げられた。
発電所は中部電力（岡崎）・東邦電力・中部配電を経て中部電力に継承されているが、豊橋電気時代からの発電所建屋・設備は1947年（昭和22年）に落雷で全焼した。

### 布里発電所
位置：北緯34度58分50.8秒 東経137度32分8.9秒 / 北緯34.980778度 東経137.535806度
寒狭川で2番目の水力発電所は布里発電所（ふりはつでんしょ）である。所在地は南設楽郡鳳来寺村大字布里字厚ノ久保（現・新城市布里）で、先に建設された長篠発電所の上流側にあたる。1916年（大正5年）5月に水利権を取得し、翌1917年11月着工。1年半後の1919年（大正8年）7月3日付で完成後の検査を終え使用認可を得た。
設備は縦軸フランシス水車に700キロワット三相交流発電機という組み合わせで、設置数は1組。長篠発電所と同種の縦軸式水車発電機だが、第一次世界大戦の影響で国外からの機器輸入が途絶えたためメーカーは水車が電業社、発電機が芝浦製作所にそれぞれ変更された。ただし完全な同型ではなく、水車のケーシングが単純な構造のコンクリート室（露出型水車）へと簡素化されている。発電所出力は500キロワット。送電線は11キロボルト線が長篠発電所に繋がる。
長篠発電所と同様の変遷をたどって戦後中部電力に継承された。豊橋電気時代からの設備は1983年（昭和58年）の改修まで使用されている。

### 横川発電所
位置：北緯34度57分19.5秒 東経137度32分53.8秒 / 北緯34.955417度 東経137.548278度
寒狭川で3番目の水力発電所は横川発電所である。布里発電所と長篠発電所の中間、長篠村大字横川字大久保に位置する。元は豊橋電化工業という別会社が計画した発電所で、1918年（大正7年）7月に水利権を得たのち、同社を吸収した豊橋電気によって1919年12月25日着工された。豊橋電気時代には完成に至らず、関西電気時代の1921年（大正10年）12月31日付で使用認可を得て運転を開始した。以後、横川発電所を最後に水量の少ない豊川水系では発電所建設が行われなくなった。
設備は縦軸フランシス水車と900キロワット三相交流発電機の組み合わせで、設置数は1組。布里発電所と同じく電業社製水車・芝浦製作所製発電機であり、水車が露出型という点も同様である。発電所出力は800キロワットで、その電力は長篠発電所へ送られる。長篠発電所と同様の変遷をたどって中部電力に継承され、豊橋電気時代からの設備は1987年（昭和62年）の改修まで使用された。

## 人物

### 社長
豊橋電気の歴代社長は以下の4人である。
初代 - 杉田権次郎
1894年（明治27年）2月会社設立とともに社長就任。8人いた発起人の1人。三浦町で魚商を営み、豊橋銀行頭取を兼ねた。1895年10月没。
2・5代 - 三浦碧水
1896年（明治29年）1月社長就任。発起人の1人。会社設立時は八町で活版印刷業を営む。元吉田藩士で、維新後は豊橋町長（初代・4代）や愛知県会議員、衆議院議員（1894年第3回総選挙当選）など公職を歴任、1895年からは豊橋商業会議所会頭も務めた。1915年（大正4年）の死去時も豊橋電気社長の座にあった。
3代 - 伊東米作
1909年（明治42年）社長就任。発起人の1人。萱町で米穀商を営むほか、市会議員や豊橋貯蓄銀行頭取を務めた。1910年没。
4・6代 - 福澤桃介
1910年（明治43年）社長就任。当時の筆頭株主。1912年以降は専務取締役で、1918年（大正7年）社長へと戻った。以来名古屋電灯との合併まで社長を務める。

### 専務

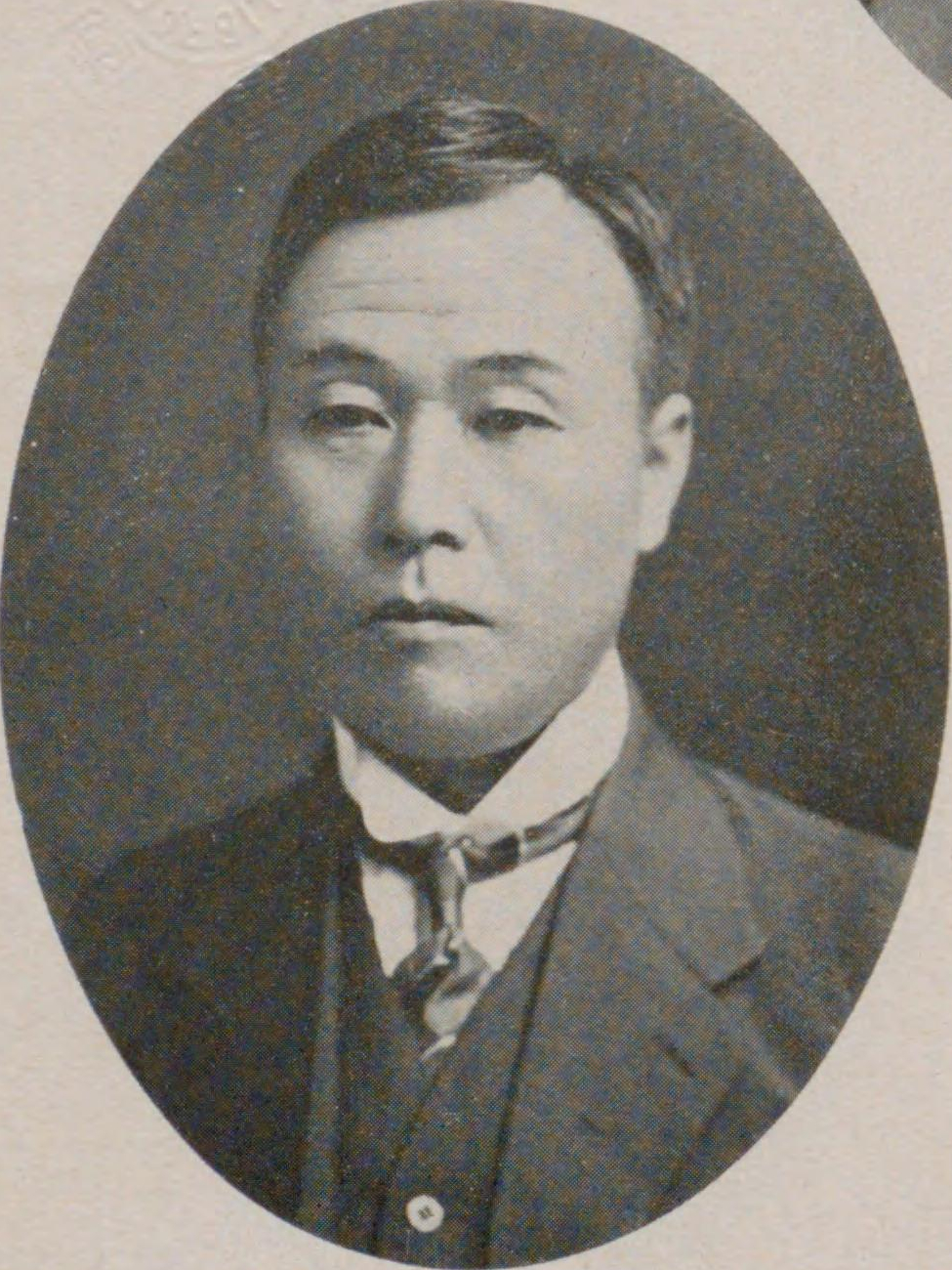
徳倉六兵衛

社長の下に専務取締役も置かれた。1907年時点では豊橋市紺屋の外山芳太郎が在任。1909年1月・同年7月時点では社長伊東米作の下で武田賢治、翌1910年1月時点では社長福澤桃介の下で同じく武田が専務を務める。1910年7月および翌1911年1月時点では専務不在だが。1911年7月・翌1912年1月時点では徳倉六兵衛が在任している。ただし徳倉は1912年4月に専務を辞任しており、一旦再び専務不在となった。
1912年から専務を務めた福澤桃介が社長へ復帰した後、1919年初頭時点では武田賢治が再び専務を務めている。

### 末期の役員一覧
名古屋電灯との合併直前、1921年初頭時点の取締役・監査役と支配人は以下の陣容であった。
- 取締役社長 ： 福澤桃介 - 東京。1908年7月取締役就任[24]。名古屋電灯社長兼務。
- 専務取締役 ： 武田賢治 - 宝飯郡国府町。1908年7月取締役就任[24]。家業は医者[103]。
- 取締役 ：
  - 徳倉六兵衛 - 幡豆郡一色村。1908年7月取締役就任[24]。幡豆郡随一の資産家[104]。
  - 荒川寅之丞 - 海部郡十四山村。1908年7月取締役就任[24]。
  - 大口喜六 - 豊橋市。1917年1月取締役就任[105]。衆議院議員、前豊橋市長[106]。
  - 八木平兵衛 - 名古屋市。1917年1月取締役就任[105]。家業は太物商[107]。
- 監査役 ：
  - 望月喜平治 - 南設楽郡長篠村。同地の豪商望月家当主[108]。
  - 伊東治郎 - 豊橋市。伊東米作長男[109]。
- 支配人 ： 今西卓 - 豊橋市。1908年京都帝国大学理工科大学電気工学科卒、技師長として入社[103]。